# Alain Marty (biologiste)
Pour les articles homonymes, voir Alain Marty et Marty.
Alain Marty est un neuroscientifique français. Il est directeur de recherche émérite au Centre national de la recherche scientifique. Ses recherches portent sur les mécanismes de communication entre les neurones.

## Biographie

### Études
En 1972, Alain Marty termine son cursus à l’École polytechnique, il décroche une bourse de reconversion pour étudier les membranes cellulaires, prépare sa thèse à l’École Normale Supérieure et obtient son doctorat en 1978.

### Carrière
En 1980 il rejoint pour deux ans l'équipe dirigée par Erwin Neher à l'Institut Max Planck à Göttingen. Cette équipe venait de découvrir la technique du patch-clamp pour laquelle Erwin Neher et Bert Sakmann obtiennent le Prix Nobel de physiologie ou médecine en 1991.
Alain Marty revient en France en 1982 pour monter avec Alain Trautmann et Yusuf Tan une équipe de recherche sur les cellules épithéliales qui découvrira de nouveaux canaux ioniques. Avec Isabel Llano, qui deviendra son épouse, ils sont les premiers à réussir à adapter le patch-clamp à l'étude tranche du cerveau.
En 1994 il retourne à Göttingen avec son épouse pour fonder, avec Erwin Neher, un laboratoire consacré à l’étude des synapses. L'équipe découvre le mécanisme du DSI (Depolarisation induced suppression of inhibition), un mécanisme rétrograde inattendu entre neurones.
En 2001, il revient avec Isabel Llano à Paris pour contribuer au développement du pôle de neurosciences l'Université René Descartes, dans lequel il deviendra directeur du Laboratoire de Physiologie Cérébrale. Il est depuis 2019 directeur de recherche émérite au laboratoire SPPIN (Saint-Pères Paris Institute for Neurosciences).

## Honneurs et récompenses
- 2006 : Médaille d’argent du CNRS[1]
- 2009 : élu à l'académie des sciences pan européenne Academia Europaea (section physiologie et neuroscience)[3]
- 2019 : Médaille d'honneur du CNRS[4]